# Homostola reticulata
Homostola reticulata is een spinnensoort uit de familie Cyrtaucheniidae. De soort komt voor in Zuid-Afrika.